# Yale Patt
Yale Nance Patt (29 de junho de 1939) é um engenheiro eletricista estadunidense.